# Scottish First Division 2002-2003
La Scottish First Division 2002-2003 è stata la 97ª edizione della seconda serie del campionato di calcio scozzese, l'8ª edizione nel formato corrente di 10 squadre, sotto l'organizzazione della Scottish Football League (SFL). La stagione è iniziata il 3 agosto 2002 e si è conclusa il 10 maggio 2003.

Il Falkirk ha vinto il campionato, ma non è stato promosso in Scottish Premier League perché non ha ottenuto la licenza per disputare la Premier League.

L'Alloa Athletic e l'Arbroath sono stati retrocessi in Scottish Second Division.

## Stagione

### Novità
Dalla First Division 2001-2002 il Partick Thistle, primo classificato, è stato promosso in Premier League 2002-2003. Il Raith Rovers e l'Airdrieonians (causa insolvenza) sono stati retrocessi in Second Division 2002-2003.

Dalla Premier League 2001-2002 è stato retrocesso il St. Johnstone. Dalla Second Division 2001-2002 sono stati promossi il Queen of the South, primo classificato, e l'Alloa Athletic, secondo classificato.

### Formula
Il campionato è composto di 10 squadre che si affrontano in un doppio girone di andata-ritorno per un totale di 36 giornate.

La prima classificata viene promossa direttamente in Scottish Premier League. Le ultime due classificate vengono retrocesse direttamente in Scottish Second Division.

## Squadre partecipanti
| Club               | Città       | Stadio                   | Stagione precedente         |
| ------------------ | ----------- | ------------------------ | --------------------------- |
| Alloa Athletic     | Alloa       | Indodrill Stadium        | 2º posto in Second Division |
| Arbroath           | Arbroath    | Gayfield Park            | 7º posto                    |
| Ayr Utd            | Ayr         | Somerset Park            | 3º posto                    |
| Clyde              | Cumbernauld | Broadwood Stadium        | 5º posto                    |
| Falkirk            | Falkirk     | Falkirk Stadium          | 9º posto                    |
| Inverness          | Inverness   | Caledonian Stadium       | 6º posto                    |
| Queen of the South | Dumfries    | Palmerston Park          | 1º posto in Second Division |
| Ross County        | Dingwall    | Victoria Park (Dingwall) | 4º posto                    |
| St. Johnstone      | Perth       | McDiarmid Park           | 12º posto in Premier League |
| St. Mirren         | Paisley     | St. Mirren Park          | 8º posto                    |

## Classifica finale
|  | Pos. | Squadra            | Pt | G  | V  | N  | P  | GF | GS | DR  |
|  | ---- | ------------------ | -- | -- | -- | -- | -- | -- | -- | --- |
|  | 1.   | Falkirk            | 81 | 36 | 25 | 6  | 5  | 80 | 32 | +48 |
|  | 2.   | Clyde              | 72 | 36 | 21 | 9  | 6  | 66 | 37 | +29 |
|  | 3.   | St. Johnstone      | 67 | 36 | 20 | 7  | 9  | 49 | 29 | +20 |
|  | 4.   | Inverness          | 65 | 36 | 20 | 5  | 11 | 74 | 48 | +29 |
|  | 5.   | Queen of the South | 48 | 36 | 12 | 12 | 12 | 45 | 48 | -3  |
|  | 6.   | Ayr Utd            | 45 | 36 | 12 | 9  | 15 | 34 | 44 | -10 |
|  | 7.   | St. Mirren         | 37 | 36 | 9  | 10 | 17 | 42 | 71 | -29 |
|  | 8.   | Ross County        | 35 | 36 | 9  | 8  | 19 | 42 | 46 | -4  |
|  | 9.   | Alloa Athletic     | 35 | 36 | 9  | 8  | 19 | 39 | 72 | -33 |
|  | 10.  | Arbroath           | 15 | 36 | 3  | 6  | 27 | 30 | 77 | -47 |

Legenda:

      Promossa in Premier League 2005-2006
      Retrocesse in Second Division 2005-2006
Tre punti a vittoria, uno a pareggio, zero a sconfitta.
La classifica viene stilata secondo i seguenti criteri:
- Punti conquistati
- Differenza reti generale
- Reti totali realizzate
- Punti realizzati negli scontri diretti
- Differenza reti negli scontri diretti
- Reti realizzate negli scontri diretti

### Verdetti
- Falkirk vincitore della Scottish First Division
- Alloa Athletic e Arbroath retrocesse in Scottish Second Division 2003-2004.

## Statistiche

### Media spettatori
| Club               | Pos. | Media |
| ------------------ | ---- | ----- |
| Falkirk            | 1    | 4,165 |
| Ross County        | 8    | 2,706 |
| St. Mirren         | 7    | 2,697 |
| St. Johnstone      | 3    | 2,616 |
| Inverness          | 4    | 2,182 |
| Queen of the South | 5    | 2,152 |
| Ayr Utd            | 6    | 1,897 |
| Clyde              | 2    | 1,321 |
| Alloa Athletic     | 9    | 828   |
| Arbroath           | 10   | 759   |